# Emma Gunnarsen
Emma Gunnarsen (* 17. Juni 2008) ist eine norwegische Sängerin. Sie tritt unter dem Künstlernamen eMMa auf.

## Leben
Gunnarsen stammt aus Trofors und ist die jüngere Schwester der ebenfalls bereits im Kindesalter als Sänger bekannt gewordenen Zwillingsbrüder Marcus & Martinus. Im November 2016 gab sie als Achtjährige unter dem Namen eMMa ihre Debütsingle Engler i sne heraus. Das Weihnachtslied war ursprünglich für Marcus & Martinus geschrieben, aber von diesen nicht veröffentlicht worden. Emma Gunnarsen zog daraufhin mit ihrer Debütsingle in die norwegischen Singlecharts ein. Im Juni 2018 folgte mit Fått deg på hjernen ihre zweite Single. Nach einigen weiteren Veröffentlichungen wurde im November 2021 This & That ihre erste englischsprachige Single. Daraufhin kehrte Gunnarsen zu norwegischsprachigen Liedern zurück. Im Jahr 2023 zog sie gemeinsam mit dem Duo Capow x 2G und dem Lied Alt jeg ser erneut in die norwegischen Singlecharts ein.
Mit Emma veröffentlichte der norwegische Rundfunk NRK im Mai 2025 eine Dokumentarserie, die Gunnarsen bei ihrer Musikkarriere begleitet.

## Diskografie

### Singles
| Jahr | Titel Album    | Höchstplatzierung, Gesamtwochen, AuszeichnungChartsChartplatzierungen (Jahr, Titel, Album, Platzierungen, Wochen, Auszeichnungen, Anmerkungen) | Anmerkungen                                       |
| Jahr | Titel Album    | NO | Anmerkungen                                       |
| ---- | -------------- | --- | ------------------------------------------------- |
| 2016 | Engler i sne – | NO32 Platin · (6 Wo.)NO | Erstveröffentlichung: 25. November 2016           |
| 2023 | Alt jeg ser –  | NO25 (5 Wo.)NO | mit Capow x 2G Erstveröffentlichung: 26. Mai 2023 |

Weitere Singles (mit Auszeichnung)
- 2018: Fått deg på hjernen (NO: Platin)